# Алгукаси
Алгука́си (рос. Алгукасы, чув. Алкукасси) — присілок у складі Аліковського району Чувашії, Росія. Входить до складу Пітішевського сільського поселення.
Населення — 21 особа (2010; 41 у 2002).
Національний склад:
- чуваші — 100 %